# Bouquet (Wein)

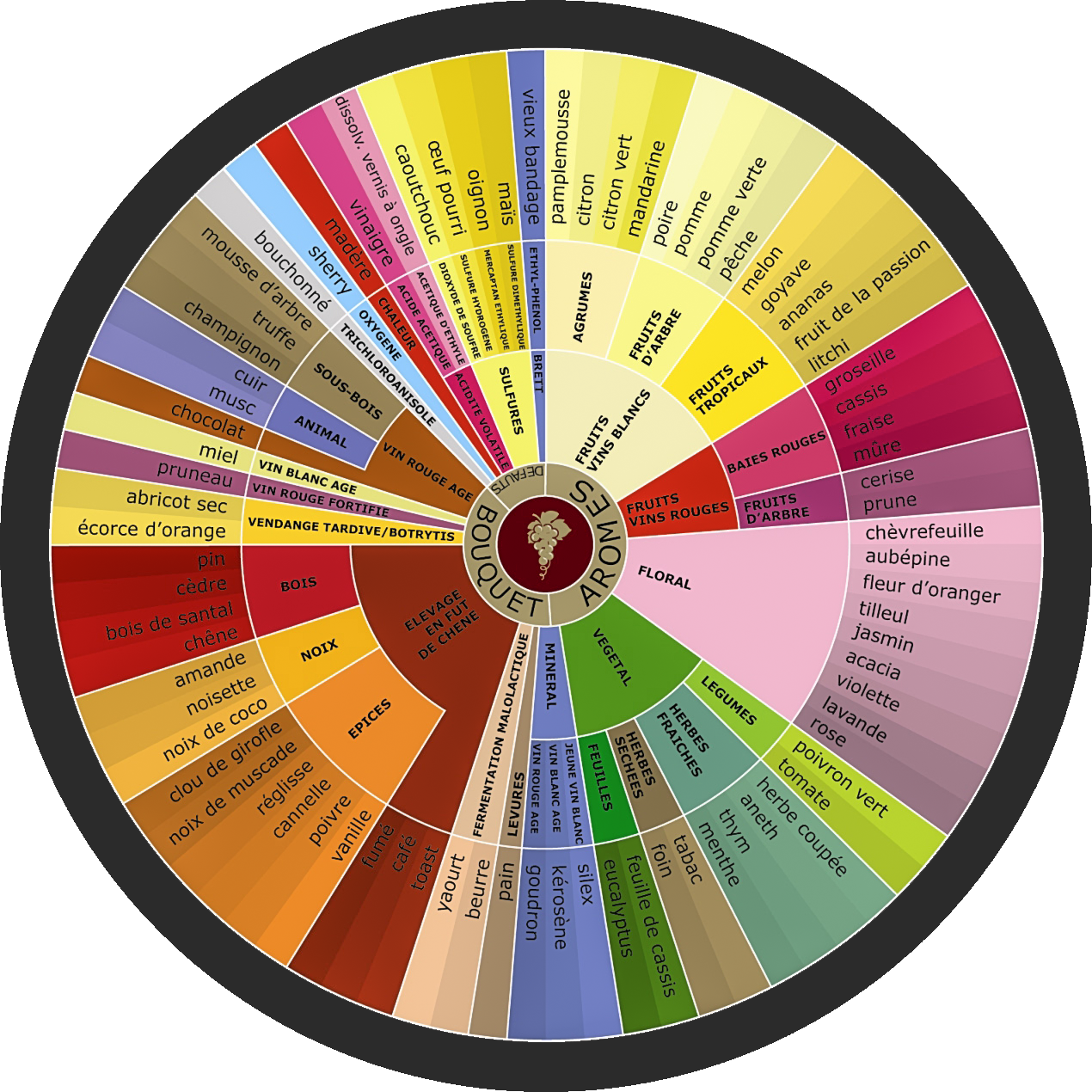
Bouquet, Auflistung von Aromen auf Französisch

Das Bouquet oder Bukett, der Geruch eines Weines im Glas, ist ein Kriterium bei der Qualitätsbeurteilung. Das Wort Bouquet kommt aus dem Französischen und bedeutet „Blumenstrauß“. Allgemein wird damit ein angenehmer Duft bezeichnet.
Ähnlich einem gemischten Blumenstrauß entwickelt der Wein während seiner Reifung aus den einzelnen Aromen (siehe auch den Artikel Aromen im Wein) der verwendeten Trauben eine Gesamtheit. Einigkeit darüber, bis wann man von einzelnen Aromen und ab wann man von Bouquet spricht, besteht nicht.
Das Bouquet des ausgebauten Weines ist je nach Rebsorte und Anbaugebiet sehr verschieden. Auch der Jahrgang spielt eine wichtige Rolle.